# Hanjo Lucassen
Hanjo Reinhard Albert Lucassen (* 21. Juni 1944 in Sassenberg) ist ein deutscher Politiker (SPD) und ehemaliges Mitglied des Sächsischen Landtages.

## Leben
Hanjo Lucassen besuchte von 1950 bis 1959 die Volks- und Handelsschule. Von 1959 bis 1962 machte er eine Ausbildung zum Sozialversicherungsfachangestellten. Bis 1970 war er bei einem Rentenversicherungsträger tätig. Danach ab 1970 war Lucassen hauptamtlich beim Deutschen Gewerkschaftsbund (DGB) beschäftigt. Ab 1992 war er Vorsitzender des DGB Sachsen.

## Politik
Hanjo Lucassen ist seit 1963 Mitglied der SPD. Seit 1959 ist er Mitglied der Gewerkschaft Verdi. Außerdem ist er alternierender Vorsitzender der LVA Sachsen sowie Mitglied in Gremien der Bundesanstalt für Arbeit und Stiftungsratsmitglied der Stiftung Innovation und Arbeit Sachsen. Darüber hinaus ist Lucassen stellvertretendes Mitglied im Beirat der Landeszentralbank Sachsen/Thüringen und im Aufsichtsrat der BUL Sachsen und in der LAUBAG.
Im Oktober 1999 zog Hanjo Lucassen über die Landesliste der SPD Sachsen in den Sächsischen Landtag ein, dem er für eine Wahlperiode bis 2004 angehörte. Dort war er Mitglied im Ausschuss für Wirtschaft, Arbeit, Technologie und Tourismus.

## Belege
- Klaus-Jürgen Holzapfel (Hrsg.): Sächsischer Landtag: 3. Wahlperiode, 1999–2004; Volkshandbuch. 3. Auflage. NDV Neue Darmstädter Verlagsanstalt, Rheinbreitbach 2003, ISBN 3-87576-493-5. S. 43 (Ausschuss: S. 81). (Stand 20. März 2003)

| Personendaten    | Personendaten                                        |
| ---------------- | ---------------------------------------------------- |
| NAME             | Lucassen, Hanjo                                      |
| ALTERNATIVNAMEN  | Lucassen, Hanjo Reinhard Albert (vollständiger Name) |
| KURZBESCHREIBUNG | deutscher Politiker (SPD), MdL                       |
| GEBURTSDATUM     | 21. Juni 1944                                        |
| GEBURTSORT       | Sassenberg                                           |